# Campionatul European de Scrimă din 2011
Campionatul European de Scrimă din 2011  s-a desfășurat în perioada 13-19 iunie la Sheffield în Regatul Unit.

## Rezultate

### Masculin
| Probă             | Aur                                                                    | Argint                                                                | Bronz                                                                    |
| Spadă             | Jörg Fiedler (GER)                                                     | Bas Verwijlen (NED)                                                   | Max Heinzer (SUI) · Tomasz Motyka (POL)                                  |
| Spadă pe echipe   | Franța Gauthier Grumier Ronan Gustin Jean-Michel Lucenay Yannick Borel | Ungaria Gábor Boczkó Géza Imre András Redli Péter Szényi              | Rusia Anton Avdeev Serghei Hodos Pavel Suhov Aleksei Tihomirov           |
| Floretă           | Giorgio Avola (ITA)                                                    | Andrea Cassarà (ITA)                                                  | Andrea Baldini (ITA) · Aleksei Ceremisinov (RUS)                         |
| Floretă pe echipe | Italia Valerio Aspromonte Giorgio Avola Andrea Baldini Andrea Cassarà  | Franța Brice Guyart Erwann Le Péchoux Marcel Marcilloux Victor Sintès | Rusia Aleksei Ceremisinov Renal Ganeev Dmitri Righin Artiom Sedov        |
| Sabie             | Aleksei Iakimenko (RUS)                                                | Boladé Apithy (FRA)                                                   | Max Hartung (GER) · Áron Szilágyi (HUN)                                  |
| Sabie pe echipe   | Italia Aldo Montano Diego Occhiuzzi Luigi Tarantino Giampiero Pastore  | Germania Max Hartung Björn Hübner Nicolas Limbach Benedikt Wagner     | Rusia Pavel Bîkov Nikolai Kovaliov Aleksei Iakimenko Veniamin Reșetnikov |

### Feminin
| Probă             | Aur                                                                                | Argint                                                                    | Bronz                                                                                     |
| Spadă             | Tiffany Géroudet (SUI)                                                             | Britta Heidemann (GER)                                                    | Ana Maria Brânză (ROU) · Nathalie Moellhausen (ITA)                                       |
| Spadă pe echipe   | România · Simona Alexandru · Ana Maria Brânză · Loredana Iordăchioiu · Anca Măroiu | Rusia Violetta Kolobova Tatiana Logunova Anna Sivkova Liubov Șutova       | Franța Sarah Daninthe Laura Flessel-Colovic Maureen Nisima Joséphine Jacques-André-Coquin |
| Floretă           | Elisa Di Francisca (ITA)                                                           | Valentina Vezzali (ITA)                                                   | Edina Knapek (HUN) · Evgenia Lamonova (RUS)                                               |
| Floretă pe echipe | Italia Elisa Di Francisca Arianna Errigo Ilaria Salvatori Valentina Vezzali        | Rusia Inna Deriglazova Larisa Korobeinikova Evgenia Lamonova Aida Șanaeva | Germania Sandra Bingenheimer Carolin Golubytskyi Anja Schache Katja Wächter               |
| Sabie             | Olha Harlan (UKR)                                                                  | Aleksandra Socha (POL)                                                    | Iulia Gavrilova (RUS) · Halîna Pundîk (UKR)                                               |
| Sabie pe echipe   | Italia Ilaria Bianco Paola Guarneri Gioia Marzocca Irene Vecchi                    | Ucraina Olha Harlan Olena Homrova Halîna Pundîk Olha Jovnir               | Rusia Ekaterina Diacenko Dina Galiakbarova Iulia Gavrilova Sofia Velikaia                 |

### Clasament pe medalii
| Loc   | Țară          | Aur | Argint | Bronz | Total |
| ----- | ------------- | --- | ------ | ----- | ----- |
| 1     | Italia        | 6   | 2      | 2     | 10    |
| 2     | Rusia         | 1   | 2      | 7     | 10    |
| 3     | Germania      | 1   | 2      | 2     | 5     |
| 4     | Franța        | 1   | 2      | 1     | 4     |
| 5     | Ucraina       | 1   | 1      | 1     | 3     |
| 6     | România       | 1   | 0      | 1     | 2     |
| 6     | Elveția       | 1   | 0      | 1     | 2     |
| 8     | Ungaria       | 0   | 1      | 2     | 3     |
| 9     | Polonia       | 0   | 1      | 1     | 2     |
| 10    | Țările de Jos | 0   | 1      | 0     | 1     |
| Total | Total         | 12  | 12     | 18    | 40    |

## Legături externe
- Site-ul official